# Edward Richard Jacobson
Edward Richard Jacobson (ur. 20 marca 1870 we Frankfurcie nad Menem, zm. 29 grudnia 1944 w Semarang) – holenderski przyrodnik i badacz fauny Indonezji. Jego nazwisko noszą nazwy wielu gatunków zwierząt indonezyjskich, np.: Cnemaspis jacobsoni, Diacamma jacobsoni, Aenictus jacobsoni, Polyrhachis jacobsoni, Dolichoderus jacobsoni oraz Varroa jacobsoni.
Zmarł 29 grudnia 1944 roku w japońskim obozie koncentracyjnym podczas japońskiej okupacji Holenderskich Indii Wschodnich w trakcie drugiej wojny światowej.